# Маша Калеко
Маша Калеко, народжена як Голда Малка Ауфен (нім. Mascha Kaléko; нар. 7 червня 1907, Хшанув, Галичина, Австро-Угорщина ; пом. 21 січня 1975, Цюріх) — німецькомовна поетеса, пов'язана з рухом «Нова об'єктивність».

## Біографія
Голда Малка Ауфен була позашлюбною дитиною австрійської єврейськи Розалії Хаї Райзель Ауфен і єврейського купця з російським громадянством Фішеля Енґеля. На початку Першої світової війни в 1914 році мати з доньками Машею та Леєю, рятуючись від війни, переїхала до Німеччини. У Франкфурті-на-Майні Ауфен відвідувала початкову школу. Її батько був інтернований там як ворожий чужинець через російське громадянство. У 1916 році сім'я переїхала до Марбурга, а 1918 року — до Берліна, у квартал Шойнерфіртель Шпандауського передмістя (Grenadierstraße 17 — сьогодні, зі зміненими номерами будинків, Almstadtstraße 19).
Тут Ауфен провела шкільні та університетські роки. Хоча вона була гарною ученицею і дуже цікавилася навчанням, її батько вважав, що навчання дівчині не обов'язкове. У 1922 році її батьки одружилися за цивільною церемонією, вона була визнана своїм батьком як рідна дочка і отримала його прізвище.
У 1925 році Маша Енґель почала навчання в Управлінні соціального забезпечення робітників єврейських організацій Німеччини на Августштрасе, 17 у Берліні. Водночас вона відвідувала вечірні курси з філософії та психології, зокрема в приватному Університеті Лессінга в Берліні та в Університеті Фрідріха Вільгельма.
31 липня 1928 року вона вийшла заміж за Саула Аарона Калеко, вчителя івриту, який був майже на десять років старший за неї і якого вона знала з 1926 року. Наприкінці 1920-х років вона познайомилася з мистецьким авангардом Берліна, який збирався в Романській кав'ярні . Так вона познайомилася зокрема з Ельзою Ласкер-Шулер і Йоахімом Рінгельнацем .
У 1929 році Маша Калеко опублікувала свої перші кабаре-вірші в журналі Der Querschnitt, які відображають життя звичайних людей і атмосферу в Берліні її часу у веселих і меланхолійних тонах. З 1930 року працювала на радіо та в артистичному кабаре (Küka) .
У 1933 році вона опублікувала « Ліричний зошит-стенограму», про який філософ Мартін Гайдеггер написав їй у 1959 році: «[…] Ваш „Зошит-стенограма“ говорить про те, що ви знаєте все, що дано знати смертним» . Загальнонаціональне спалення нацистами книг у травні 1933 року не вплинуло на її публікації. Її добірка була опублікована в січні 1933 року, і націонал-соціалісти ще не зрозуміли, що Маша Калеко була єврейкою. «Маленька читанка для дорослих» вийшла в 1934 році.

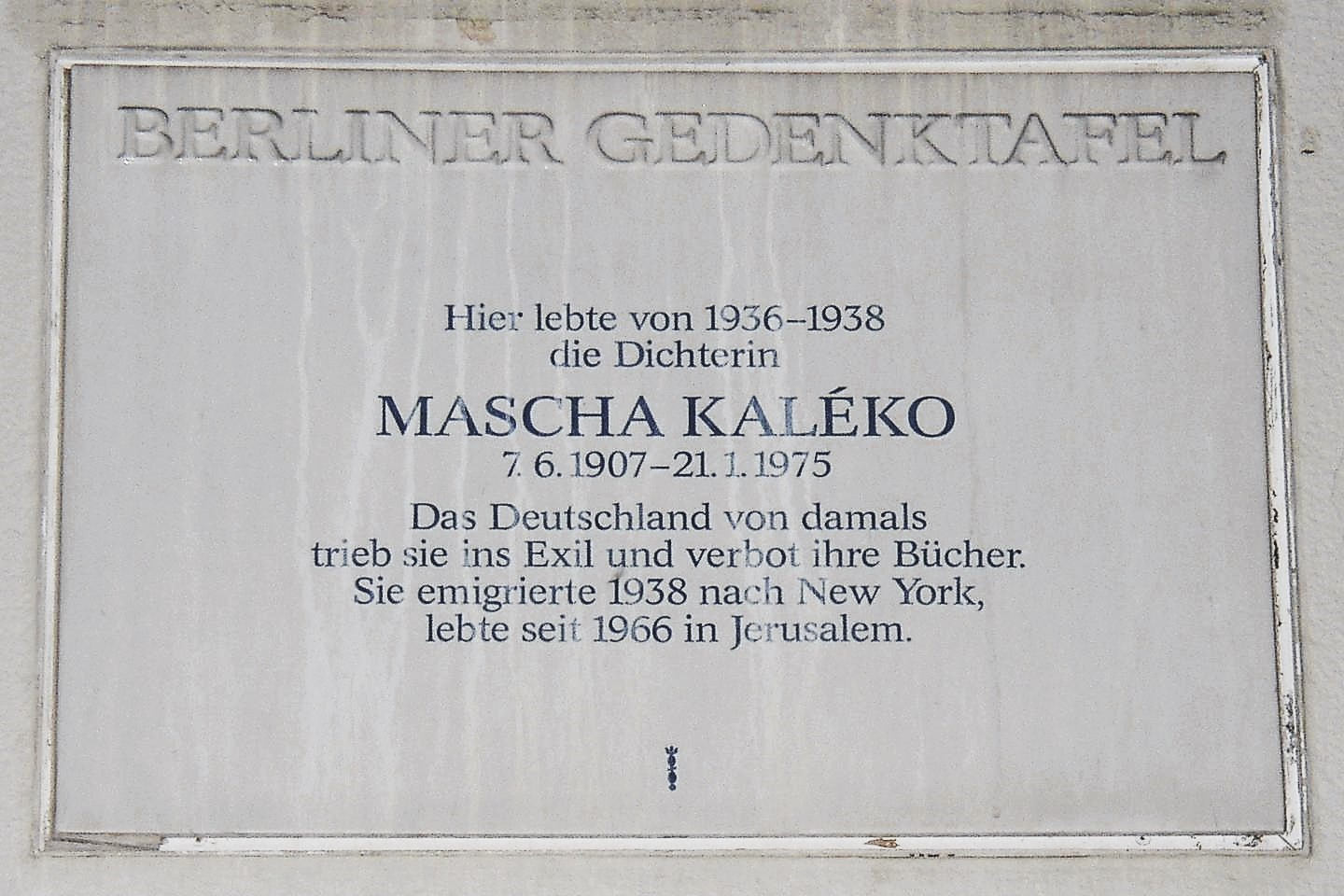
Берлінська меморіальна дошка в Шарлоттенбурзі, Бляйбтройштрасе 10/11 Маша Калеко жила тут між 1936 і 1938 роками.

У 1933/1934 роках Калеко навчалася у Школі Раймана в Берліні в класі написання реклами.
У грудні 1936 року в Берліні у Маші Калеко народився син Ев'ятар Александр Міхаель (у вигнанні його ім'я змінили на Стівен). Батько був диригентом і музикознавець Хемьо Вінавер, який приїхав із Варшави. 22 січня 1938 року шлюб Саула та Маші Калеко було розірвано. Через шість днів вона вийшла заміж за Хемьо Вінавера. Вона зберегла прізвище Калеко як своє сценічне ім'я.
Її книги незабаром були заборонені націонал-соціалістами як «шкідливі й небажані твори». Нова родина емігрувала до США у вересні 1938 року. Вінавер не досяг там професійних успіхів; Калеко тримав родину на плаву, пишучи рекламні тексти та дитячі вірші. У 1939 році вона публікувала тексти в німецькомовній газеті для єврейських емігрантів Aufbau. У 1944 році родина Вінавер/Калеко отримала громадянство США. 6 грудня 1945 року, коли Нью-Йоркський прогресивний літературний клуб, вшановував пам'ять померлих поетів, активну роль в цій роботі відіграла і Маша Калеко. Американський видавець опублікував її «Вірші для сучасників» у 1945 році. Калеко жила в Грінвіч-Віллідж під час свого перебування в Нью-Йорку з 1942 по 1957 рік; За її колишньою адресою на вулиці Мінетта на Мангеттені з 2007 року встановлена меморіальна дошка.
Після війни Калеко знову знайшов читацьку аудиторію в Німеччині. Її «Зошит ліричних стенограм» знову був успішно опублікований Rowohlt (1956), а потім «Вірщі для сучасників»; обидві збірки потрапили до списків бестселерів. Тож Калеко наважилася повернутися до Західної Німеччини. У 1960 році Академія мистецтв у Західному Берліні мала нагородити її премією Фонтане. Коли Калеко дізналася, що колишній штандартенфюрер СС Ганс Егон Гольтгузен був у журі для нагородження, вона відмовилася від номінації. Керівний директор академії Герберт фон Буттлар виправдовував членство Гольтузена в СС як юнацьку дурість. Хоча наприкінці війни тому було 32 роки. З іншого боку, він звинуватив Калеко в поширенні неправдивих чуток і сказав їй, що якщо «емігрантам не подобається, як ми тут ведемо справи», вони повинні триматися подалі. У тому ж році вона емігрувала з чоловіком до Єрусалиму. Там вона сильно страждала від мовної та культурної ізоляції та жила розчарованим і самотнім життям. У 1968 році в Нью-Йорку після важкої хвороби помер її музично обдарований син. У 1973 році помер і її чоловік. В останній рік життя вона знову знайшла в собі сили висловити свій біль, горе і самотність у віршах.

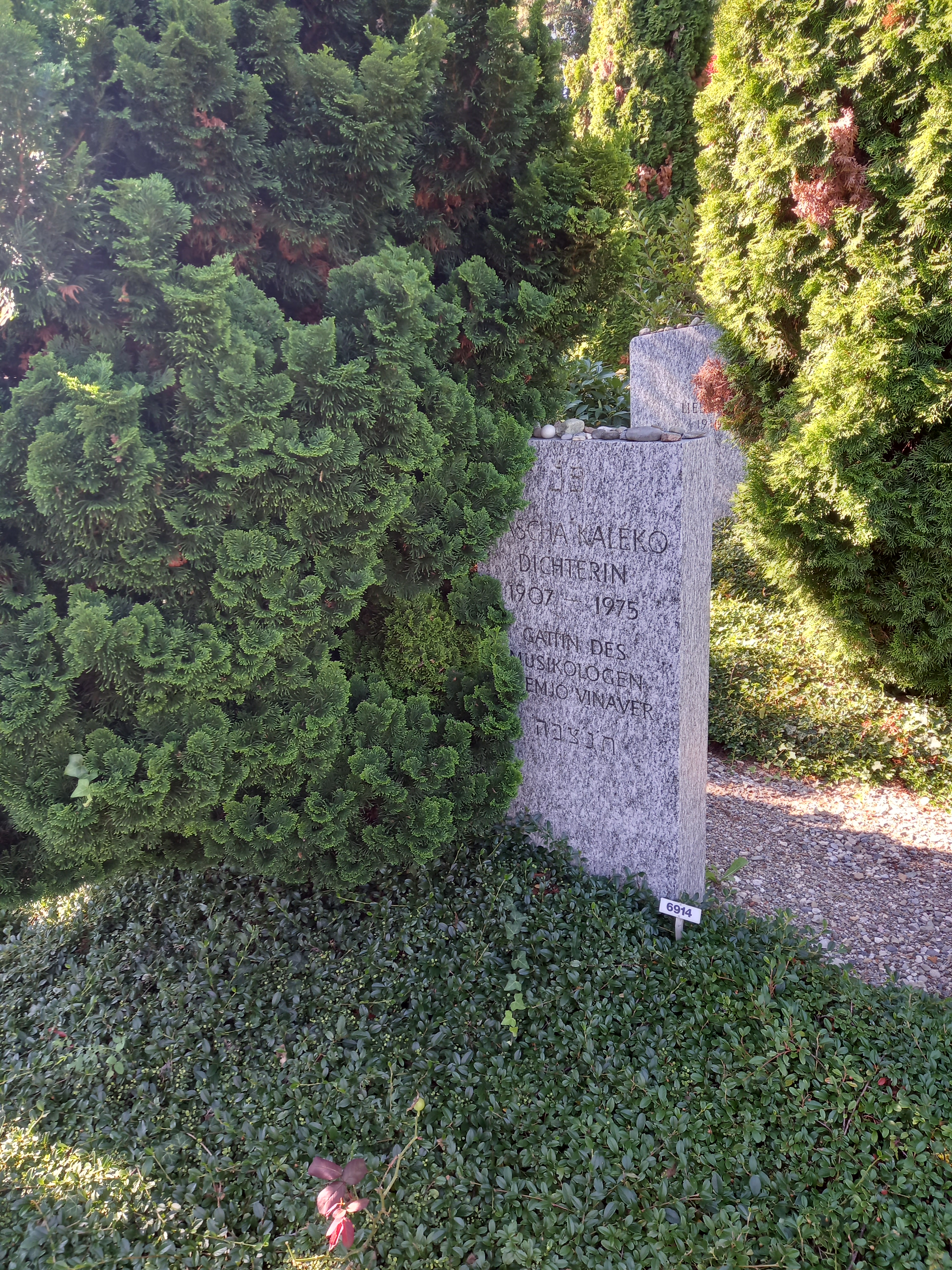
Могила Маші Калеко на ізраїльському кладовищі Оберер Фрізенберг у Цюріху

Восени 1974 року вона востаннє відвідала Берлін і 16 вересня прочитала лекцію в Американській бібліотеці . Маша Калеко планувала окрім свого дому в Єрусалимі купити невелику квартиру в Берліні, щоб жити в місці, де у неї залишилися щасливі спогади з молодості. На зворотному шляху в Єрусалим її здоров'я настільки погіршилося, що їй довелося зупинитися в Цюріху, вона потрапила в лікарню і була прооперована. Там вона і померла від раку шлунка 21 січня 1975 року, через 14 місяців після свого чоловіка. Її могила розташовага на єврейському кладовищі Оберер Фрізенберг у Цюріху.

## Творчість
Для творчості Маші Калеко характерна міська поезія з іронічним, ніжним, меланхолійним відтінком. Її найвидатніші твори у вигнанні розповідають про її втечу від націонал-соціалістичного режиму та пов'язані з цим почуття політичного вигнання. Як єдину відому жінку-поетесу руху Нової Обєктивності, її часто порівнювали з її колегами-чоловіками; Її називали «Рінгельнацем у спідниці» або «Кестнером у спідниці». Її вірші, покладені на музику як шансони, співали співачки, такі як Ганне Відер, або виконуються й сьогодні такими співаками, як Райнер Білфельдт, Ґюнтер Галл чи Ребекка Зіглер. Співачка Дота Кер присвятила Калеко цілих два альбоми, поклавши на музику твори поетеси. Приватний архів поетеси зберігається в німецькому літературному архіві в Марбаху.